# 沈猶龍
沈猶龍（？—1645年），號雲升，南直隸松江府華亭縣（今上海市松江區）人，明末政治人物。萬曆進士，官至兵部右侍郎、總督兩廣軍務。弘光元年（1645年），守衛松江府城，抗擊清軍，兵敗殉國。

## 生平
萬曆四十三年（1615年）乙卯科举人，四十四年（1616年）丙辰科進士。都察院觀政，授浙江鄞縣知縣，四十六年本省同考。天啟初年，徵授陕西道御史，三年巡青，本年巡视陕西茶马，七年出任河南副使。崇禎元年（1628年）復除河南道御史，管理辽饷，四年南京畿道刷卷，升任太仆寺少卿，管東路马政。崇祯六年升福建巡撫右佥都御史，大破江西張普薇叛亂。因丁憂歸里。守喪結束，啟用為兵部右侍郎兼右僉都御史、總督兩廣軍務。
崇禎十七年（1644年）冬，福王召其管理兵部事務，不就，乞葬親歸。次年，清兵攻佔南京，沈猶龍堅守松江府城，城破後衝出，中箭身亡。《明史》有傳。

## 家族
曾祖沈奎。祖父沈良金。父沈旵。

## 其他

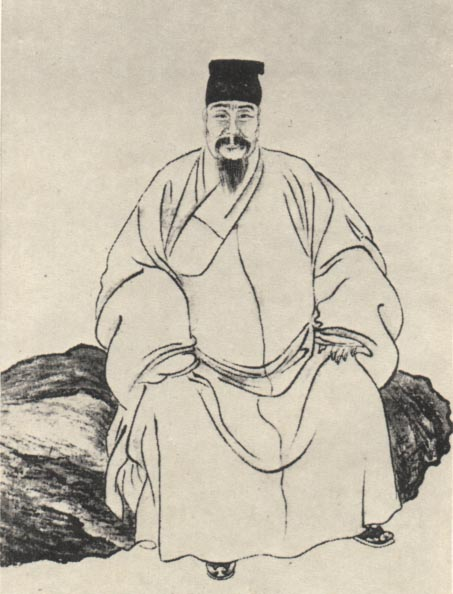
清光緒三十一年上海《国粹学报》載《沈犹龙像》

## 延伸阅读
[在维基数据编辑]
 《明史卷二百七十七》，出自《明史》

| 官衔                 | 官衔                    | 官衔          |
| -------------------- | ----------------------- | ------------- |
| 前任： 魏復琦 （署） | 鄞縣知縣 1617年－1622年 | 繼任： 張伯鯨 |
| 前任： 鄒維璉        | 福建巡撫 崇禎年間       | 繼任： 蕭奕輔 |
| 前任： 張鏡心        | 兩廣總督 1641年－1644年 | 繼任： 丁魁楚 |